# Gloria Lim
Gloria Lim BBM, née en 1930 et morte le 11 juillet 2022, est une mycologue singapourienne dont la recherche a porté sur les champignons tropicaux et qui a assemblé une archive d'échantillons de champignons régionaux. Lim a été nommée doyenne de la Faculté des Sciences à l'Université de Singapour (maintenant l'Université nationale de Singapour) à deux reprises, et a été la première femme à occuper ce poste. Après sa retraite, elle est devenue la première directrice de l'Institut national de l'Éducation de Singapour et l'a aidé à lancer un programme universitaire. Elle a été la première femme à siéger à la Commission du service public, où elle est restée 14 ans, puis a servi comme directrice générale de l'Unité de médiation communautaire pendant 8 ans. Elle a reçu de nombreux prix et distinctions pour sa contribution à la science et à l'amélioration de l'éducation à Singapour.

## Enfance et éducation
Gloria Lim est née à Singapour en 1930. Bien que les sciences ne soient pas enseignées à l'école pour filles où elle est allée, elle finit par être diplômée de l'Université de Singapour avec un BSc en botanique avec mention en 1954. Elle obtient un Diplôme en Éducation en 1956, ainsi qu'une maîtrise en pathologie végétale, en 1957, de l'Université de Malaisie à Kuala Lumpur,.
Lim commence à enseigner à la Raffles Girls' School (en) ; plus tard, elle est engagée comme enseignante à l'Université de Malaisie et partage son temps entre l'enseignement à Raffles le matin et les cours de botanique à l'université l'après-midi. Elle reçoit une bourse du Conseil inter-universitaire qui lui permet d'aller à l'Université de Londres. Lim obtient son doctorat en 1961, puis étudie à l'Université de Californie, Berkeley entre 1966 et 1967, avec une Bourse Fulbright , et devient ainsi mycologue.